# Xe đạp tại Đại hội Thể thao Đông Nam Á 2011
Xe đạp tại Đại hội Thể thao Đông Nam Á năm 2011 được tổ chức từ ngày 19 đến 22 tháng 11 tại Jakarta (đường đua lòng chảo – Velodrome Rawamangun) và Palembang (đường trường và địa hình), Indonesia. Nội dung thi đấu bao gồm cả xe đạp lòng chảo, xe đạp đường trường, xe đạp địa hình và xe đạp BMX cho cả nam và nữ.
Tổng cộng có 24 nội dung trao huy chương. Kết quả đoàn chủ nhà Indonesia xếp nhất toàn đoàn với 12 tấm huy chương vàng.

## Tóm tắt kết quả

### Xe đạp BMX
| Nội dung       | Vàng                              | Bạc                            | Đồng                        |
| -------------- | --------------------------------- | ------------------------------ | --------------------------- |
| Đua xe BMX nam | Buamin · Indonesia                | Toni Syarifudin · Indonesia    | Narong Klinsurai · Thái Lan |
| Đua xe BMX nữ  | Elga Kharisma Novanda · Indonesia | Vipavee Deekaballes · Thái Lan | Suswanti · Indonesia        |

### Xe đạp địa hình
| Nội dung          | Vàng                           | Bạc                            | Đồng                           |
| ----------------- | ------------------------------ | ------------------------------ | ------------------------------ |
| 1.5 km đổ đèo nam | Purnomo · Indonesia            | Joey Barba · Philippines       | Tanaphon Jarupeng · Thái Lan   |
| Đua băng đồng nam | Chandra Rafsanjani · Indonesia | Bandi Sugito · Indonesia       | Nino Surban · Philippines      |
| 1.5 km đổ đèo nữ  | Risa Suseanty · Indonesia      | Fitriyanti Riyanti · Indonesia | Vipavee Deekaballes · Thái Lan |
| Đua băng đồng nữ  | Đinh Thị Như Quỳnh · Việt Nam  | Masziyaton Radzi · Malaysia    | Kusmawati Yazid · Indonesia    |

### Xe đạp đường trường

#### Nam
| Nội dung                     | Vàng                                                                                           | Bạc | Đồng                                                                         |
| ---------------------------- | ---------------------------------------------------------------------------------------------- | --- | ---------------------------------------------------------------------------- |
| 50 km tính giờ cá nhân       | Tonton Susanto · Indonesia                                                                     | Darren Low · Singapore                                                                                        | Mark Galedo · Philippines                                                    |
| 70 km tính giờ đồng đội      | Thái Lan · Navuti Liphongyu · Phuchong Sai-udomsin · Sarawut Sirironnachai · Thanasak Thanchai | Indonesia · Agung Ali Sahbana · Hari Fitrianto · Robin Manullang · Ryan Ariehaan Hilman                       | Philippines · Mark Galedo · George Oconer · Lloyd Reynante · Ronald Gorantes |
| 180 km đường trường cá nhân  | Hari Fitrianto · Indonesia                                                                     | Mark Galedo · Philippines                                                                                     | Phuchong Sai-udomsin · Thái Lan                                              |
| 180 km đường trường đồng đội | Indonesia · Hari Fitrianto · Ryan Ariehaan Hilman · Tonton Susanto                             | Thái Lan · Phuchong Sai-udomsin · Navuti Liphongyu · Okart Bualoi · Sarawut Sirironnachai · Thanasak Thanchai | Việt Nam · Mai Nguyễn Hưng · Hồ Văn Phúc · Trịnh Đức Tâm                     |

#### Nữ
| Nội dung                    | Vàng                         | Bạc                          | Đồng                   |
| --------------------------- | ---------------------------- | ---------------------------- | ---------------------- |
| 25 km tính giờ cá nhan      | Chanpeng Nontasin · Thái Lan | Yanthi Fuciyanti · Indonesia | Dinah Chan · Singapore |
| 110 km đường trường cá nhân | Yanthi Fuciyanti · Indonesia | Chanpeng Nontasin · Thái Lan | Dinah Chan · Singapore |

### Xe đạp lòng chảo

#### Nam
| Nội dung                           | Vàng                                                                                        | Bạc                                                           | Đồng                                                                                   |
| ---------------------------------- | ------------------------------------------------------------------------------------------- | ------------------------------------------------------------- | -------------------------------------------------------------------------------------- |
| 4 km rượt đuổi cá nhân             | Alfie Pajo Catalan · Philippines                                                            | Projo Waseso · Indonesia                                      | Mier Lohn Renee · Philippines                                                          |
| 4 km rượt đuổi đồng đội            | Malaysia · Adiq Husainie Othman · Amir Mustafa Rusli · Mohammad Akmal Amrun · Harrif Salleh | Indonesia · Iwan Setiawan · Arin Iswana · Ibnu Faroka · Parno | Philippines · Jan Paul Morales · Alfie Pajo Catalan · Mier Lohn Renee · Arnold Marcelo |
| Nước rút cá nhân                   | Mohd Edrus Yunus · Malaysia                                                                 | Mohd Fattah Amri Zaid · Malaysia                              | Asep Suryaman · Indonesia                                                              |
| 10 km đua loại trực tiếp (scratch) | Harrif Salleh · Malaysia                                                                    | Satjakul Sianglam · Thái Lan                                  | Jan Paul Morales · Philippines                                                         |
| 40 km đua tính điểm                | Mier Lohn Renee · Philippines                                                               | Adiq Husainie Othman · Malaysia                               | Ibnu Faroka · Indonesia                                                                |
| Đua phối hợp (omnium)              | Mohamad Hafiz · Malaysia                                                                    | Fatahillah Abdullah · Indonesia                               | Ahmad Fakhrullah Alias · Malaysia                                                      |

#### Nữ
| Nội dung                          | Vàng                                      | Bạc                                              | Đồng                                          |
| --------------------------------- | ----------------------------------------- | ------------------------------------------------ | --------------------------------------------- |
| 500 m tính giờ cá nhân            | Fatehah Mustapa · Malaysia                | Epingger Apryl · Philippines                     | Uyun Muzizah · Indonesia                      |
| Nước rút cá nhân                  | Fatehah Mustapa · Malaysia                | Epingger Apryl · Philippines                     | Santia Tri Kusuma · Indonesia                 |
| Nước rút đồng đội                 | Malaysia · Fatehah Mustapa · Jupha Somnet | Thái Lan · Chanakan Srichaum · Jutatip Maneephan | Indonesia · Santia Tri Kusuma · Riska Agustin |
| 5 km đua loại trực tiếp (scratch) | Uyun Muzizah · Indonesia                  | Jutatip Maneephan · Thái Lan                     | Epingger Apryl · Philippines                  |
| 20 km đua tính điểm               | Uyun Muzizah · Indonesia                  | Panwaraporn Boonsawat · Thái Lan                 | Yanthi Fuciyanti · Indonesia                  |
| Đua phối hợp (omnium)             | Uyun Muzizah · Indonesia                  | Jutatip Maneephan · Thái Lan                     | Nurhayati · Indonesia                         |

## Bảng huy chương
| Hạng               | Đoàn               | Vàng | Bạc | Đồng | Tổng số |
| ------------------ | ------------------ | ---- | --- | ---- | ------- |
| 1                  | Indonesia (INA)    | 12   | 8   | 9    | 29      |
| 2                  | Malaysia (MAS)     | 7    | 3   | 1    | 11      |
| 3                  | Thái Lan (THA)     | 2    | 8   | 4    | 14      |
| 4                  | Philippines (PHI)  | 2    | 4   | 7    | 13      |
| 5                  | Việt Nam (VIE)     | 1    | 0   | 1    | 2       |
| 6                  | Singapore (SIN)    | 0    | 1   | 2    | 3       |
| Tổng số (6 đơn vị) | Tổng số (6 đơn vị) | 24   | 24  | 24   | 72      |